# Władysław Zaremba (1902–1972)

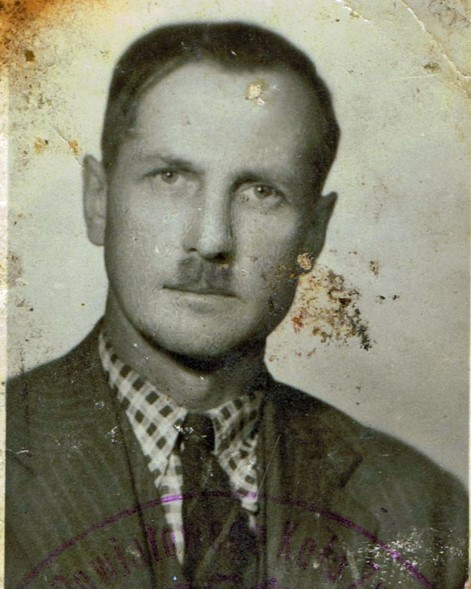
Władysław Zaremba

Władysław Zaremba (ur. 30 lipca 1902 w Orzechówce, zm. 25 sierpnia 1972 w Boguchwałowie) – polski polityk, działacz ruchu ludowego, w latach 1943–1945 wiceprzewodniczący Rady Narodowej RP na uchodźstwie, w latach 1946–1947 poseł do KRN.

## Życiorys
Ukończył zaledwie dwie klasy szkoły powszechnej, zaś wszelkie braki w wykształceniu nadrabiał otwartością i ogólną ciekawością świata.
Uczestnik wojny polsko-bolszewicką w szeregach 38. Pułku Piechoty Strzelców Lwowskich. Następnie zakupił niewielkie gospodarstwo we wsi koło powiatu Podhajce w województwie tarnopolskim. Był pionierem nowinek w rolnictwie w swoim regionie, zachęcając do modernizacji innych chłopów. Propagował czytelnictwo prasy ludowej, uświadamiał politycznie chłopów, a także wskazywał na konieczność stosowania nowych technik uprawy i nowych narzędzi celem podniesienia efektywności roli. Obok pracy na roli działał w ruchu ludowym, m.in. jako prezes Zarządu Powiatowego SL w Podhajcach. W 1922 r. członek rady gminy Halicz, a od 1934 r. wójt gminy Halicz.
Po przewrocie majowym w 1926 r. prześladowany przez władze sanacyjne jako działacz ludowy i zdecydowany krytyk rządów Józefa Piłsudskiego.
Wielokrotnie aresztowany, osadzony także w więzieniu u Brygidek we Lwowie. Od 1931 r. wiceprezes Zarządu Wojewódzkiego SL we Lwowie, od 1937 r. członek Rady Naczelnej SL. Osobiście kierował przygotowaniami do strajku chłopskiego w 1937 w powiecie podhajeckim. Zatrzymany 25 sierpnia 1937 r. przebywał w areszcie do rozprawy sądowej, która odbyła się 18 stycznia 1938 r. Skazany na 9 miesięcy więzienia.
Uczestnik kampanii wrześniowej 1939. Deportowany wraz z rodziną 10 lutego 1940 r. do przysiółka Zimowoja Teja nad rzeką Jenisej, a następnie do Taszkientu. W 1942 r. nawiązał kontakt z ambasadorem RP w Moskwie Stanisławem Kotem, dzięki któremu rodzina Zarembów wydostała się z ZSRR. W marcu 1942 r. Władysław Zaremba dotarł do Londynu. W grudniu 1943 r. został wiceprzewodniczącym Rady Narodowej RP na uchodźstwie.
W lipcu 1945 r. Władysław Zaremba przyjechał do Polski, gdzie w powiecie głubczyckim przejął 44 ha poniemieckie gospodarstwo. Od 1946 poseł do Krajowej Rady Narodowej. Członek Rady Naczelnej, a następnie Naczelnego Komitetu Wykonawczego Polskiego Stronnictwa Ludowego. Współorganizował struktury PSL na Śląsku i Opolszczyźnie. W latach 1945–1948 prezes Zarządu Powiatowego PSL w Głubczycach, wiceprezes Zarządu Wojewódzkiego PSL w Katowicach.
Aresztowany przez funkcjonariuszy PUBP w Głubczycach 25 października 1947 jako podejrzany o współudział w ucieczce Stanisława Mikołajczyka. Od 30 października 1947 do 3 czerwca 1948 przebywał w więzieniu MBP przy ul. Koszykowej w Warszawie. Po zwolnieniu z więzienia był inwigilowany przez funkcjonariuszy UB. Pod koniec grudnia 1948 uciekł ze Szczecina do Niemiec, a następnie osiadł w USA.
Wszedł w skład Naczelnego Komitetu Wykonawczego PSL na emigracji, był wiceprezesem Związku Przyjaciół Wsi Polskiej w USA. W 1954 r. w trakcie rozłamu w szeregach emigracyjnego PSL opowiedział się przeciwko Stanisławowi Mikołajczykowi i współtworzył PSL-NKW, był redaktorem i wydawcą „Biuletynu Informacyjnego PSL-NKW”.
W listopadzie 1967 na pokładzie MS „Romer” powrócił do Polski i zamieszkał w Boguchwałowie. Pochowany na cmentarzu we wsi Boguchwałów.